# كولن والش
كولن والش (بالإنجليزية: Colin Walsh)‏ (22 يوليو 1962 في المملكة المتحدة - ) هو لاعب كرة قدم بريطاني في مركز الوسط. شارك مع منتخب اسكتلندا تحت 21 سنة لكرة القدم. أما مع النوادي، فقد لعب مع تشارلتون أثلتيك ونادي بيتربورو يونايتد ونادي ميدلزبره ونوتينغهام فورست.

## وصلات خارجية
- كولن والش على موقع قاعدة بيانات كرة القدم.إي يو (الإنجليزية)
- كولن والش على موقع Soccerbase.com (لاعب) (الإنجليزية)